# Symbolicko-komplexní metoda
Symbolicko-komplexní metoda umožňuje zjednodušenou analýzu střídavých elektrických obvodů algebrizací diferenciálně-integrálních rovnic, v nichž jsou průběhy proudu a napětí reprezentovány ve formě symbolické funkce. Díky tomu je možné analyzovat obvody střídavého proudu metodami užívanými pro analýzu stejnosměrných obvodů, tedy použitím metody uzlových napětí, metody smyčkových proudů, Théveninovy věty, Nortonova teorému atd.
Komplexní čísla je možné používat jen pro analýzu lineárních obvodů, v nichž všechny zdroje dodávají sinusové proudy a napětí o stejné frekvenci. Jinými slovy, tuto metodu nelze použít pro analýzu nesinusových (zkreslených) signálů.

## Fázor
Symbolická funkce je vytvořena užitím rotačního fázoru {\displaystyle e^{j\omega t}} a fázoru s ním konjugovaného {\displaystyle e^{-j\omega t}.} Absolutní hodnota tohoto fázoru je rovna jedné, a argument závisí na čase. Obrazem fázoru v rovině komplexních čísel je jednotkový vektor rotující úhlovou rychlostí ω v kladném směru (proti směru hodinových ručiček); v případě konjugovaného fázoru v záporném směru.
Poznámka: v elektrotechnice se imaginární jednotka obvykle označuje písmenem j místo i obvyklého v matematice, které by se mohlo plést s okamžitou hodnotou střídavého elektrického proudu označovaného malým písmenem i.

## Symbolická funkce
Symbolická funkce je vyjádřena jako součin komplexní hodnoty {\displaystyle A_{m}=|A_{m}|e^{j\alpha }} a výše popsaného fázoru. Je možné ji zapsat jako:
{\displaystyle A(t)=|A_{m}|e^{j(\omega t+\alpha )}.}
Obrazem symbolické funkce v rovině komplexních čísel je vektor délky {\displaystyle |A_{m}|} s počátečním úhlem α rotující úhlovou rychlostí ω v kladném směru.
Zjednodušení analýzy elektrických obvodů střídavého proudu je možné díky výjimečným vlastnostem symbolické funkce. Její derivace ji předchází o úhel 90° a její integrál se opožďuje za symbolickou funkcí o úhel 90°. Proto lze tyto operace potřebné pro analýzu obvodů střídavého proudu: integraci dělením faktorem {\displaystyle j\omega } a derivaci nésobením faktorem {\displaystyle j\omega .}

## Reprezentace průběhů proudu a napětí ve formě symbolické funkce
Správnost reprezentace průběhů proudu a napětí pomocí symbolické funkce lze snadno zdůvodnit. Sinusový průběh proudu na přijímači : {\displaystyle i=|I_{m}|\sin(\omega t+\alpha )} lze reprezentovat symbolickou funkcí {\displaystyle I(t)=|I_{m}|e^{j(\omega t+\alpha )}.} Jestli symbolickou funkcí {\displaystyle I(t)} nebo funkci k ní konjugovanou reprezentovat v trigonometrickém tvaru:
{\displaystyle I(t)=|I_{m}|e^{j(\omega t+\alpha )}=|I_{m}|[\cos(\omega t+\alpha )+j\sin(\omega t+\alpha )]}
nebo
{\displaystyle I^{*}(t)=|I_{m}|e^{-j(\omega t+\alpha )}=|I_{m}|[\cos(\omega t+\alpha )-j\sin(\omega t+\alpha )],}
a po dalších úpravách je možné dojít ke vztahu:
{\displaystyle {\frac {I(t)-I^{*}(t)}{2j}}=|I_{m}|\sin(\omega t+\alpha )=i.}
Z vlastností komplexních čísel vyplývá, že
{\displaystyle {\frac {Z-Z^{*}}{2j}}={\frac {a+jb-(a-jb)}{2j}}={\frac {2jb}{2j}}=b=\operatorname {Im} \{Z\},}
odtud dostáváme:
{\displaystyle i=\operatorname {Im} \{I(t)\}.}
a obdobně pro napětí:
{\displaystyle u=\operatorname {Im} \{U(t)\}.}
Další výhodou této reprezentace je fakt, že umožňuje nejen reprezentovat průběh proudu nebo napětí symbolickou funkcí, ale také rekonstrukci sinusového průběhu ze symbolické funkce.

## Komplexní efektivní hodnoty
Ve výše uvedených příkladech obsahoval ukázkový průběh {\displaystyle i=|I_{m}|\sin(\omega t+\alpha )} faktor {\displaystyle I_{m},} který odpovídá komplexní maximální hodnotě. Pro přechod od reprezentace sinusových průběhů rotujícími vektory k reprezentaci symbolických funkcí stacionárními vektory (zastavenými v okamžiku {\displaystyle t=0}) se závádějí komplexní efektivní hodnoty značené {\displaystyle U} a {\displaystyle I,} pro které platí:
{\displaystyle I={\frac {I_{m}}{\sqrt {2}}},}
{\displaystyle U={\frac {U_{m}}{\sqrt {2}}}.}
Skutečně komplexní hodnoty se používají při konečných výpočtech pomocí metod používaných pro analýzu stejnosměrných obvodů – i jejich označení napovídá, že výpočty nemají spojitost s časovým oborem.